# Bernard Gui

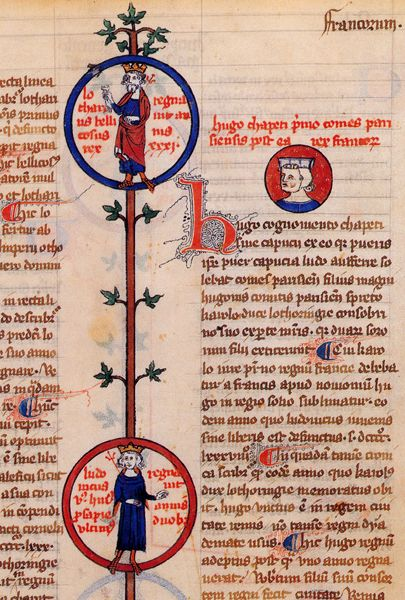
Sida ur Bernard Guis Arbor genealogiae regum Francorum, som visar de franska konungarnas blodsband.

Bernard Gui, även Bernardo Gui, född 1261 eller 1262 i Royères, död 30 december 1331 i Lauroux, var en fransk dominikanmunk. Han var en mycket produktiv författare och biskop av Lodève (1324–1331). Gui är dock mest känd som inkvisitor i Toulouse från 1308 till 1323. Under Guis tid som inkvisitor dömdes fler än 900 personer, varav 42 avrättades.
I filmen Rosens namn från 1986 porträtteras Bernard Gui av F. Murray Abraham.